# Bombylella ornata
Bombylella ornata är en tvåvingeart som först beskrevs av Christian Rudolph Wilhelm Wiedemann 1828.  Bombylella ornata ingår i släktet Bombylella och familjen svävflugor. Inga underarter finns listade i Catalogue of Life.